# Stengun
En Stengun er en britisk 9 x 19 mm maskinpistol anvendt under 2. verdenskrig og i koreakrigen. Opbygningen var såre simpel, og modstandsbevægelserne i Danmark og Norge fremstillede talrige kopier af de allieredes nedkastede våben.
Navnet Sten er en forkortelse af opfinderne Reginald Sheperd og Harold Turpin, samt ENfield, byen, hvor våbenfabrikken Royal Small Arms Factory lå.
Der blev fremstillet over fire millioner Stengun-maskinpistoler i løbet af 1940'erne.
Da Hells Angels-rockeren Jørn 'Jønke' Nielsen 25. maj 1984 dræbte Henning Norbert Knudsen, kaldet 'Makrellen', skete det med en Stengun.
| Militær | Spire Denne artikel om militær er en spire som bør udbygges. Du er velkommen til at hjælpe Wikipedia ved at udvide den. |